# 星表

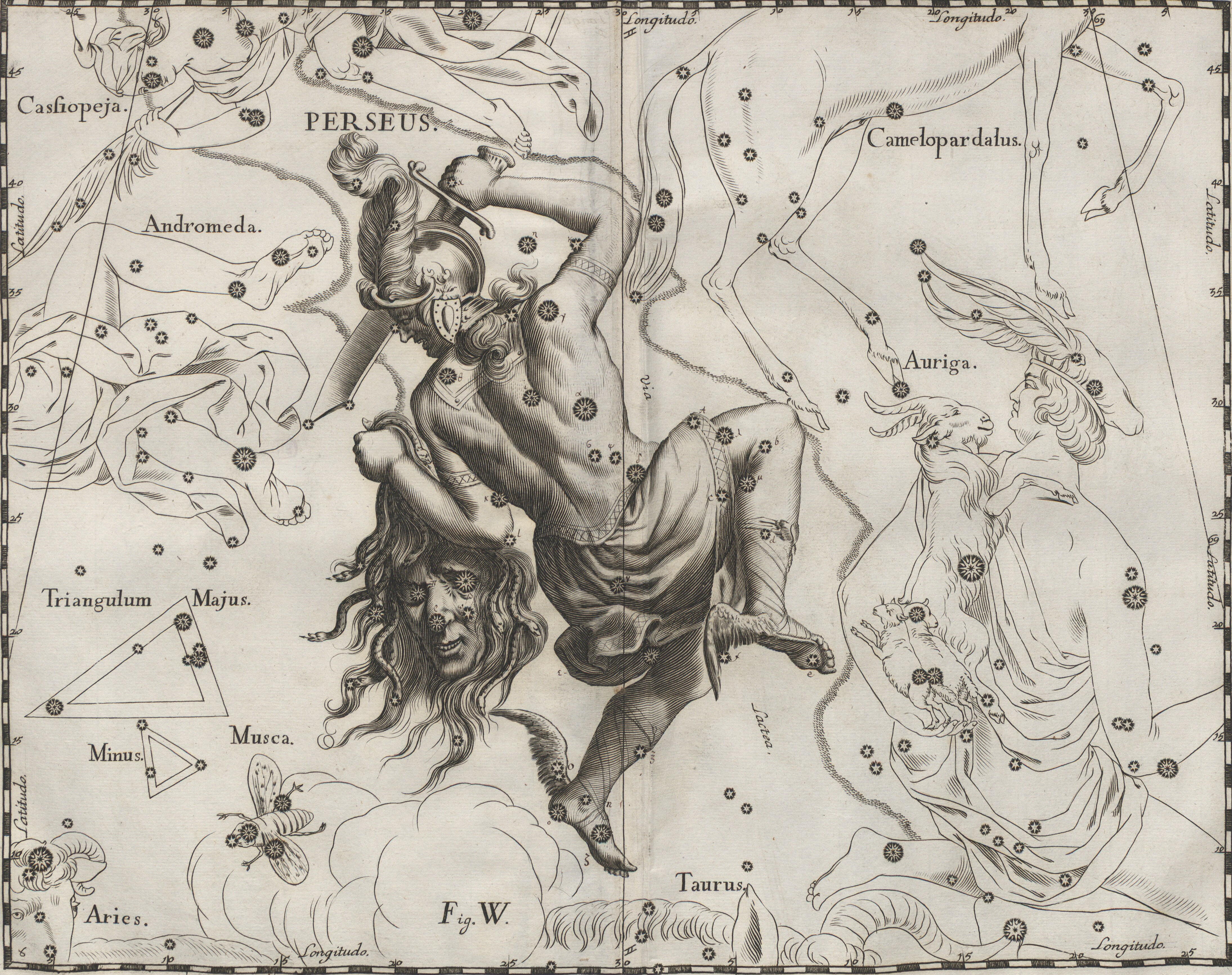
德国天文学家约翰·赫维留在1690年出版的星表的一幅插图。图中描绘的是飞马座

星表是天文學上的天體目錄。在天文學中，許多恆星都只有在星表中有簡單的編號；而為了許多不同的目的，有許多巨大的星表在費時多年後才編輯完成，但其中僅有少數的會經常被引用到。許多近年編輯完成的星表是使用電子格式編輯完成，可以直接由美国国家航空航天局天文資料中心或其他網站上免費下載。（參見文末的外部連結。）
隨著人們發明強大的新型望遠鏡，看到的星星也越來越多，可見星星的數量數以億計，因此現階段根本不可能把數百億顆恆星收錄在單一星表中，而使用不同性質的星表來分類。常用的星表有：HD/HDE，SAO，BD/CD/CPD，AC，USNO-B1.0，ADS，BS，BSC，HR，GJ，Gliese，Gl，GCTP，HIP。

## 歷史上的星表
全世界已知最早的星表Babylonian star catalogues出於巴比伦。
中國東周戰國時代，包括天文學家石申編寫的《石申天文》和甘德編寫的《天文星占》。兩者均於公元前4世紀編攥完成。原本认为这是最早的星表，但後来巴比伦发现的星表打破了这一纪录。
在希腊，最經典的則是托勒密的星表，這是完成於西元二世紀的天文學大成中的一部分，其中列出了1,022顆在亞歷山大港可以看見的恆星。在西方與阿拉伯的世界被當作標準長達一千年之久。

### 拜耳和佛蘭斯蒂德的星表
在歷史上有兩套恆星的命名法至今還被使用着，第一套是約翰·拜耳在測天圖（Uranometria）中命名亮星所使用的，以希臘字母加上所在星座名稱的所有格依亮度順序為亮星命名。例如：半人馬座α、天鵝座γ。詳細的請參考拜耳命名法。   第二套是約翰·佛蘭斯蒂德在Historia coelestis Britannica中使用的佛氏命名法。他保有星座的名稱，但是改用數字來取代希臘字母。例如：天鵝座61、大熊座47。參考佛氏命名法有更詳細的說明。

## 全天星表
拜耳和佛蘭斯蒂德只命名了幾千顆的恆星，而在理論上，全天星表應該收錄天空中的每一顆恆星。但是天空中的恆星多到令人難以想像，在望遠鏡的觀測下恆星數量已達數十億顆；所以，這是件不可能達成的目標。退而求其次，各種不同的全天星表就設定一個星等的亮度限制，作為是否該收錄的依據。

### 亨利·德雷伯星表（HD/HDE）
亨利·德雷伯星表是哈佛大学天文台在1918年至1924年期间出版的一份星表，收錄了最暗达到9等的225,300颗恒星，是世界上第一个收录恒星光谱的大型星表。该星表由愛德華·皮克林发起，由安妮·坎农和她的同事们一起编纂完成的。由于美国天文学家亨利·德雷伯的遗孀资助了这个计划，因此命名为亨利·德雷伯星表。   HD序號在沒有拜耳字母或佛氏星數的恆星中被普遍的採用，在原始的HD星表中序號從1～225,300是依1900.0分點的赤經，從225,301～359,083是在1949年出版的亨利·德雷伯扩充星表中增加的，仍然使用HD表示。

### 史密松星表（SAO）
史密松天体物理台的星表是從早先編輯的天體位置表中彙整而成的，但只收錄到光度9.0等且自行運動已經精確測量過的恆星。他與HD星表有大量的重疊性，但沒有自行資料的就被刪除了。原本的恆星位置使用历元1950.0來標示，但最後一版已經改用历元2000.0。SAO星表較大的變動是增加了一些HD星表沒有的資料：恆星的自行，因為這是很有用的資料；與HD星表和巡天星表序號的交互參照，在最後的一版中仍然被保留著。   在這份星表中的恆星都冠上字母SAO，再跟隨著序號，總數為258,997顆。恆星以赤緯分區，每10度為一區共分為18區，在每一區中的恆星，依照赤經位置來排序。

### 波恩星表（BD/CD/CPD）
波恩星表（Bonner Durchmusterung）是在照相術發明前最完整的一份星表。這份星表在1852至1859年間由阿吉蘭德（Friedrich Wilhelm Argelander）、克呂格（Adalbert Krueger）、和Schoenfeld（Eduard Schoenfeld）印製，以1850.0分點紀錄了32萬顆恆星。    因為是由波恩天文台編輯的，所以起初只有北天和少數南天的恆星（南緯2度），稍後在1886年增編的Südliche Durchmusterung （SD）收錄了南緯1～23度的恆星12萬顆。1892年，再度增修的版本為科多瓦星表（Cordoba Durchmusterung），是由John M. Thome在阿根廷的科多瓦編輯的，涵蓋南緯22度以南的天區，總共收錄了58萬顆恆星。最後一版則是在南非好望角完成的攝影星表，於1896年完成，由南緯18度至南極，總共有45萬顆恆星。
在德雷伯星表中找不到的恆星，天文學家會優先使用BD星表的編號來標示恆星，不全是因為恆星的數量多，而是因為BD星表提供了光譜的資料。但很不幸的是，在參照到不同版本重疊的區域時，有些使用者沒有指明是哪一個版本的序號，因此經常會造成混淆。
這份星表從初版起共有四種編目的版本，排序都是依赤緯來編排的，以BD或CP為前導字母區分出北天和南天，後續的則是赤緯的標示，北天由+00至+89，南天由-00至-89，然後是在這個緯度內的恆星編號。編號是任意排列的，在每一個緯度內都有數千顆或上萬顆的恆星。例如：BD+50°1725或CD-45°13677.

### 照相天图星表（AC）
《照相天图星表》（Astrographic Catalogue）是國際合作的照相天图計畫的一部分，測量亮度在11.0等以上恆星的位置和給予標記。已完成的總數超過4,600萬顆，其中有些已經暗達13等。這個計劃開始於19世紀末期，在1891至1950年間，由少數幾個機構在沒有經費補助下進行觀測，將整個天球以赤緯區分為約20個責任區，由每個天文台擔負責任區的攝影與位置測量。這些天文台都使用相同的標準設備，所以每一張乾版拍攝的都是相同的尺度：60秒角／厘米（mm），並由美國海軍天文台負責維護與編輯目錄的工作。最新的版本是2000.2版。

### 依巴谷星表（HIP）
依巴谷星表是根据欧洲空间局发射的依巴谷天体测量卫星在1989至1993年間蒐集的資料編輯而成，於1997年6月出版，收錄了118,218顆恆星。该星表给出了恒星的高精度視差数据。

### 美国海军天文台星表
美国海军天文台星表是美国海军天文台出版的一份星表，其中星表總計五十多年来由施密特摄星仪拍攝的7,435張乾版，30億筆（3,643,201,733）不同觀測者的紀錄，包含了10亿多（1,042,618,261）颗星的位置、星等、自行等数据，极限星等为21等，采用2000.0历元，位置精确到0.2角秒，在五个波段上的光度精确至0.3等，並能分辨出85%以上非恒星天体，容量超过80GB。星表则包含了5亿多颗星的资料。其子集星表包含了约5千万颗星，以供要求不高时使用。

### 蓋亞星表
蓋亞星表是將分4階段發布的一份龐大星表，越後面包含的資訊越多；而早期釋放的也會錯過一些恆星，特別是位於恆星密集場中較黯淡的恆星；發布的每一份資料料都可以在蓋亞的資料庫中查詢。蓋亞 DR1，於2015年9月發布，是根據蓋亞號在2015年9月之前進行，共14個月的觀測結果編輯的。。發布的資料包括11億顆恆星只使用單頻光度計測量的位置、視差和超過200萬恆星的自行；還結合與共用第谷第二星表250萬顆恆星的資料，以及3,000顆變星的光度曲線、可以定義天體參考框架的2,000多個星系位置和大小。第二份星表（DR 2），在2018年4月25日發布，是根據2014年7月25日至2016年5月23日，為期22個月的觀測結果得出的。它包括13億顆恆星的位置、視差和自行，以及另外3億顆恆星的位置；大約11億顆恆星的紅、藍兩色光度資料，和4億顆光度在4-13等之間，以單色光度計測量的恆星，以及大約700萬顆恆星的徑向速度。它還包括超過14,000顆選定的太陽系天體。完整的蓋亞星表預計在2022年釋出。

## 特殊的星表
一些與眾不同的星表不會列出全天的恆星，而是為了工作上的需要只列出某一些特殊的類型。像是變星星表或是近星星表。

### 艾肯雙星表（ADS）
艾肯雙星目錄出版於1932年，收錄了由北極至南緯30度的星空內的雙星，總計17,180顆。

### 耶魯亮星表（BS, BSC, HR）
耶魯亮星表是耶魯大學編輯的亮星星表，第一版在1930年出版，在與哈佛以光度計測量的星表比對之後，收錄了視星等在6.5等以上的亮星。在1983年重編時將星等擴充至7.1等。星表中詳細記錄了每顆恆星的座標、自行、光度資料、光譜、和其他有用的資料。
最後一版是在1982年發行的第四版，從第五版起改為電子版，直接放在網路上。

### 近星星表（GJ, Gliese, Gl）
由格利泽編輯的近星星表收錄了距離地球在20秒差距內的天體。（參考鄰近恆星列表）。後續的版本將距離增加至25秒差距。在1969年印行的第二版中，序號由1.0-965.0（G1序號，Gl數）則代表第二版中新增的恆星。
Catalogue of Nearby Stars（1969，W. Gliese）。
顯而易見的，整數代表在第一版中已經收錄的恆星，小數點後面是用來插入新發現的恆星，而不會破壞原有的排列順序。這份星表的縮寫代號為CNS2，但似乎在編目學中未被採用。  從9001-9850是1970擴充時加入的序號。
Extension of the Gliese catalogue（1970，R. Woolley，E. A. Epps, M. J. Penston and S. B. Pocock）。
1000-1924和2001-2159（GJ numbers）在1979年加入的序號。
Nearby Star Data Published 1969–1978（1979，W. Gliese and H. Jahreiss）。
數值在1000-1294的表示是鄰近的恆星，由2001-2159是擴充後加入的鄰近恆星。在文字的表達上，數值會以GJ做前導字母，在擴充的版本上使用G1做前導字且會涵蓋至舊有的版本。例如Gliese 436能用G1 436或GJ 436表示。
數值在3001-4388的恆星出現在
Preliminary Version of the Third Catalogue of Nearby Stars（1991，W. Gliese and H. Jahreiss）。
雖然這個版本標示了是初階的，他仍然是目前（2006年3月）在使用的版本。在編目學上的編碼是CNS3，總共有3,803顆恆星，其中大部份都繼續使用GJ的編號，但其中1,388顆（包括太陽）都沒有編號。這些沒有編號的星使用3001-4388的序號，並以字母NN做前導，意思就是沒有名字（No Name）。不過當大家在引用這些恆星的資料時仍然會使用GJ做前導字母，例如GJ 3021，雖然這不是官方認可的編號。

### 視差星表（GCTP）
視差星表（General Catalogue of Trigonometric Parallaxes）的第一版是在1952年印製的，稍後修訂的版本稱為新視差星表，現在已發行到第四版，總數將近9,000顆的恆星。與近星星表不同的是，他沒有設定距離的限制，只是嘗試收錄所有已經知道被測量過的視差值。它採用1900.0分點，記錄位置、長期變動、自行、加權平均過的絕對地平視差和標準差、地平視差观測的次数、不同数值的評等和折衷、視星等，還有交互參照的其他星表。輔助的資訊包括UBV測光值、摩根·肯納光谱类型、是否变星或双星，如果有軌道也會列出。各種五花八門的訊息，無論是否可信，都盡所知的列入。作者為：
- William F. van Altena，李純良（英语：John Truen-liang Lee）和Ellen Dorrit Hoffleit

由耶魯大學天文台印製1995年出版。

### 自行星表
搜尋附近恆星的一種方法是尋找相對有較高自行的恆星。有幾種目錄，這兒列出的只是其中的一些。羅斯和沃夫的目錄開創了這一領域： 
羅斯：新自行恆星"("New Proper Motion Stars)。發表在天文期刊，連續八頁的列表(Vol. 36 to 48, 1925–1939)。
沃夫："1053顆自行較高的恆星"("Katalog von 1053 stärker bewegten Fixsternen")。參與的有海德堡巴迪克天文臺(皇家主席)，發表在1919年Bd. 7, No. 10，並且有許多清單發表在1919年至1929年的天文學通報209至236號通報。
魯坦後來製作了一系列目錄：
L – Luyten：自行恒星和白矮星
Luyten, W. J.：《48英寸施密特望遠鏡的自行量測》(《Proper Motion Survey with the forty-eight inch Schmidt Telescope》)。, 1941年由明尼蘇達大學發表("布魯斯自行量測總目錄"(General Catalogue of the Bruce Proper-Motion Survey))
LFT – 魯坦十分之五角秒的目錄(Luyten Five-Tenths catalogue)
Luyten, W. J.：《1849顆自行超過0.5角秒/年的恆星目錄》(《A Catalog of 1849 Stars with Proper Motion exceeding 0.5" annually》)。明尼蘇達州明尼阿波利斯(Minneapolis)的隆德出版社(Lund Press)於1955年出版 ()
LHS – 魯坦半秒目錄(Luyten Half-Second catalogue)
Luyten, W. J.rul3aul3
：自行運動超過0.5角秒的恆星目錄(Catalogue of stars with proper motions exceeding 0.5" annually)，1979年發表於明尼蘇達大學(( （页面存档备份，存于）)
LTT –魯坦的十分之二角秒目錄( Luyten Two-Tenths catalogue)
Luyten, W. J.： 魯坦的十分之二角秒目錄"。於1957年在明尼阿波利斯發表9867顆在南半球自行超過0.2"/年的恆星目錄；南半球9867顆自行超過0.2年的恒星目錄；1961年，擴充了北半球7127顆自行超過0.2角秒的恒星目錄；1961-1962年也做了補充。 ()
NLTT – 新魯坦十分之二角秒目錄(New Luyten Two-Tenths catalogue)
Luyten, W. J.：新魯坦自行超過十分之二角秒的恆星目錄。1979年發表於明尼蘇達大學，1980年補充。( （页面存档备份，存于）)
LPM – 魯坦自行目錄(Luyten Proper-Motion catalogue)
Luyten, W. J.： 48英寸施密特望遠鏡的自行量測，明尼蘇達大學，1963年至1981年。
LP數值 : L在 −45 至 −89度的天區；LP在 +89至 −44度的天區。
大約在同一時期，亨利·李·吉克拉斯製作了一系列類似的目錄：
Giclas, H. L., et al.：《羅威爾自行測量》，《羅威爾天文臺公報》，1971-1979年 ( （页面存档备份，存于）)

## 外部連結
- NASA Astronomy Data Center
- Centre de Données astronomiques de Strasbourg （页面存档备份，存于）
- Sloan Digital Sky Survey
- IAU FAQ on "Naming Stars"
- Name a Star? The Truth about Buying Your Place in Heaven （页面存档备份，存于）
- Astronomical Catalog Designations: Standardized List for Online Databases
- Hartmut Frommert's list of star catalogues
- NASA天文數據中心：http://www.nasa.gov/centers/stennis/home/index.html （页面存档备份，存于）